# Franklin-ekspeditionen
Franklin-ekspeditionen var en britisk opdagelsesrejse for at udforske Arktis og som under ledelse af kaptajn sir John Franklin forlod England 1845. Franklin var marineofficer og en erfaren forskningsrejsende og havde tjenestegjort under tre tidligere ekspeditioner til Arktis, hvoraf de to seneste som leder. Hans fjerde og sidste rejse fandt sted, da han var 59 år gammel og var tænkt at gå gennem den sidste uudforskede del af Nordvestpassagen. Hele ekspeditionen, Franklin og 128 besætningsmænd, døde af både naturlige og unaturlige årsager efter, at deres fartøj var frosset fast i isen i Victoriasundet nær King Williams land i det nordlige Canada. Ekspeditionen regnes som en af de største tragedier i opdagelsesrejsernes historie.
Efter pres fra Jane Griffin (Franklins hustru) og andre sendte admiralitetet i 1848 en eftersøgningsekspedition ud for at lede efter den forsvundne ekspedition. Delvist takket være Franklins berømmelse og admiralitetets tilbud om en findeløn udsendtes mange efterfølgende ekspeditioner i eftersøgningen, som i et tilfælde i 1850 bestod af 11 britiske og 2 amerikanske fartøjer. Flere af dem samledes på øen Beecheys østkyst, hvor de første levn efter Franklin-ekspeditionen blev fundet, blandt andet gravene for tre besætningsmedlemmer. Da den opdagelsesrejsende John Rae inspicerede det nordlige Canada sydøst for King Williams land i 1854, fandt han levn og hørte beretninger fra inuit om Franklin-selskabet. Francis Leopold McClintock ledede en eftersøgning 1859 og fandt da optegnelser på King Williams land med detaljer om ekspeditionens skæbne. Eftersøgningerne fortsatte under en stor del af 1800-tallets anden halvdel.
Et forskningsteam ledet af antropologiprofessoren Owen Beattie ved University of Alberta, påbegyndte 1981 en serie videnskabelige studier af grave, kroppe og andre fysiske levn fra Franklins besætning på Beechey og King Williams land. De kom frem til, at besætningsmedlemmerne hvis grave var fundet på Beechey sandsynligvis var døde af lungebetændelse og måske tuberkulose samt at blyforgiftning af dårlige svejsninger på madkonserves kunne være en trolig dødsårsag. Skæresår på skeletdele, som blev fundet på King Williams land, sås som spor efter kannibalisme. De samlede beviser af alle studier viste, at kulde, sult, blyforgiftning og sygdomme (blandt andet skørbug) dræbte besætningen under Franklins sidste ekspedition.
Trods den mislykkede ekspedition fremstillede victorianske medier Franklin som en helt. Der blev skrevet sange om ham, opsat statuer i hans hjemby Spilsby og London, og Tasmanien gav ham æren for at have opdaget Nordvestpassagen. Franklins forsvundne ekspedition har været tema i mange kunstværker, digte, noveller, romaner og TV-dokumentarer.

## Baggrund
Europæernes søgning efter en nordlig genvej fra Europa til Asien tog sin begyndelse med Christoffer Columbus rejser 1492 og fortsatte frem til midten af 1800-tallet med en lang række af forskningsekspeditioner som hovedsagelig havde deres start i England. Disse mere eller mindre fremgangsrige rejser bidrog til den europæiske geografiske kundskab om den vestlige halvklode, frem for alt Nordamerika, og da kundskaben voksede, vendtes gradvis blikket mod det nordlige Canada. Blandt de opdagelsesrejsende fra 1500- og 1600-tallet, som gjorde opdagelser af Nordamerika, var Martin Frobisher, John Davis, Henry Hudson og William Baffin. Hudson Bay-kompagniets dannelse 1670 førte til yderligere udforskning af den kanadiske kyst og indlandet samt de Arktiske have. Blandt de opdagelsesrejsende i 1700-tallet var James Knight, Christopher Middleton, Samuel Hearne, James Cook, Alexander MacKenzie og George Vancouver. Omkring 1800 viste deres opdagelser, at der ikke fandtes nogen farbar nordvestlig passage for fartøjer på de kolde breddegrader mellem Stillehavet og Atlanterhavet.
Sir John Barrow blev admiralitetets viceformand 1804, en post han havde til 1845, og begyndte at forsøge at overtale marinen til at afslutte Nordvestpassagen nord om Kanada og navigere mod nordpolen. Under de følgende fire årtier gjordes framgangsrige rejser til det kanadiske Arktis, blandt andet af de opdagelsesrejsende John Ross, David Buchan, William Edward Parry, Frederick William Beechey, James Clark Ross, George Back, Peter Warren Dease og Thomas Simpson. Blandt dem var John Franklin, viceformand under en ekspedition mod nordpolen 1818 med skibene Dorothea og Trent samt leder af en landekspedition langs Kanadas arktiske kyst 1819-1822 og 1825–1827. Omkring 1845 havde de samlede opdagelser under disse ekspeditioner formindsket de vigtige ukendte dele af kanadisk Arktis til et område på omtrent 181.300 km2. Det var til dette ukendte område Franklin skulle sejle og rejse vest på gennem Lancastersundet og der efter vest- og sydover, når is, land og andre forhindringer fremstod, for at afslutte opdagelsen af Nordvestpassagen. Afstanden, som skulle gennemsejles, var omkring 1.670 kilometer.

## Forberedelser

### Leder
Barrow, som var 82 år og i afslutningen af sin karriere, overvejede nøje hvem, som skulle lede ekspeditionen for at afslutte afdækningen af Nordvestpassagen og måske skulle finde, hvad Barrow troede var et isfrit hav ved nordpolen. Parry, som var hans første valg, var træt af Arktis og afslog tilbuddet. Også hans andet valg, James Clark Ross, afslog, efter som han havde lovet sin nye hustru, at han var færdig med Arktis. Barrows tredje valg, James Fitzjames, fik afslag af admiralitetet på grund af hans unge alder. Barrow overvejede George Back men troede at der ville blive for mange diskussioner med ham. Francis Crozier var af for lav byrd og irer, hvilket talte imod ham. Modvilligt faldt valget til sidst på den 59-årige Franklin. Ekspeditionen skulle bestå af de to skibe HMS Erebus og HMS Terror, som begge havde tjenestegjort i Antarktis under James Clark Ross. Fitzjames fik befalingen over Erebus og Crozier, som havde haft befalingen over Terror under Antarktisekspeditionen, blev befalhavende og kommendør over Terror. Franklin udsås til leder over ekspeditionen den 7. februar 1845, og han fik sine officielle instruktioner den 5. maj samme år.

### Skibe, besætning og forsyninger
HMS Erebus, 378 ton og HMS Terror, 336 ton, var stabile skibe udrustede med de nyeste opfindelser. Dampmaskinen på Erebus kom fra London and Greenwich Railway og den på Terror kom trolig fra London and Birmingham Railway. De gjorde, at skibene kunne sejle med 7,4 km/t ved egen kraft. Blandt andre avancerede teknikker var bomme forstærkede med tunge bjælker og stålbeslag, en opvarmningsanordning for indendørskomfort, propeller og jernror, som kunne trækkes ind i jernbepansrede fag for at beskytte mod skader, bibliotek ombord med over 1.000 bøger samt tre års forbrug af konserveret mad. En del konserves blev fremstillet af Stephen Goldner, som fik kontrakten den 1. april 1845, syv uger inden, at Franklin satte sejl. Goldner arbejdede i hurtig takt for at kunne levere 8.000 konservesdåser som senere viste sig have blylodninger, som var "tykke og sløset gjort og løb som stearinlys på dåsernes inderside".
Den største del af besætningen var englændere, mange fra det nordlige England, samt et mindre antal irlændere og skotter. Ved siden af Franklin og Crozier var de eneste, som havde erfaring i Arktis en assisterende læge og to iseksperter.

## Forsvinden
Ekspeditionen satte sejl fra Greenhithe i England om morgenen den 19. maj 1845, med en besætning på 24 officerer og 110 mand. Skibene gjorde et kort ophold i Stromness Harbour på Orkneyøerne i det nordlige Skotland, og derfra sejlede de til Grønland sammen med HMS Rattler og fragtskibet Barretto Junior.
På en ø i Diskobugten uden for Grønlands vestkyst blev slaget 10 okser, som var blevet fragtet dertil af Baretto Junior, for fersk mad. Fornødenheder flyttedes fra Terror til Erebus og besætningsmændene skrev deres sidste breve hjem. Inden ekspeditionen endelig afgik, blev fem mand af besætningen afskediget og sendt hjem med Rattler og Barretto Junior, hvilket mindskede skibenes endelige besætning til 129 mand. Ekspeditionen sås sidste gang af europæere i august 1845, da kaptajn Dennet og kaptajn Robert Martin på hvalfangstskibene Prince of Wales og Enterprise så Terror og Erebus i Baffinbugten, hvor de ventede på bedre vilkår for at nå frem til Lancastersundet.
Under de følgende 150 år forsøgte andre ekspeditioner, forskere og videnskabsmænd at kortlægge hvad, der skete efter Baffinbugten. Franklins mænd overvintrede 1845-1846 på Beechey, hvor tre mand døde og blev begravet. Terror og Erebus frøs fast i isen ud for King Williams land i september 1846 og slap aldrig fri. Ifølge et notat dateret 25. april 1848 og efterladt på øen af Fitzjames og Crozier, døde Franklin den 11. juni 1847. Besætningen havde overvintret på King Williams land 1846–1847 samt 1847–1848, og den tilbageværende besætning havde planlagt at påbegynde en tur til fods den 26. april 1848 mod Backs flod på det kanadiske fastland. Ni officerer og 15 mand var allerede døde, og en overvejende majoritet af de resterende skulle dø på vejen, de fleste på øen og yderligere 30-40 på fastlandets nordlige kyst, langt fra nærmeste bebyggelse. Det mistænkes, at de tilbageværende mænd på grund af dette indså, at det var umuligt at komme væk til fods og de, som kunne, vendte tilbage til skibene på øens nordlige del. Et år senere forsøgte de sidste mænd, som endnu var i live, atter at begive sig syd på til fods, de antages at være døde på vejen af sult og kulde. Der findes dog indicier, som tyder på, at en del af ekspeditionens medlemmer formåede at overleve flere år på isen. Der findes en række indsamlede vidnesbyrd fra flere inuiter, som angiver, at de var stødt på mænd fra ekspeditionen i en række tilfælde, hvilket blandt andet ligger til grund for teorien om, at mændene skal være vendt tilbage til skibene i det mindste en gang. Det sidste vidnesbyrd om mændene fra ekspeditionen kommer fra en inuit, som i efteråret 1851 fandt fire døende og alvorligt kuldeskadede hvide mænd på det kanadiske fastlands nordlige kyst, de havde da tilbragt 6 år i arktis. Inuitten tog de fire mænd til sin lejr og lod dem tilbringe vinteren der, de fire mænd skal have sagt til inuitten, at de var de sidste overlevende fra ekspeditionen. Da foråret kom, gav de fire mænd inuitten et officerssværd som tak, det skulle senere konstateres, at sværdet tilhørte HMS Erebus overbefalende løjtnant James FitzJames, hvilket kan tyde på, at han var en af de sidste fire overlevende. De fire mænd begav sig i foråret 1852 videre mod syd, der efter er deres skæbne ukendt. Der findes dog yderligere et vidnesbyrd fra en inuit fra det kanadiske indland, som opgav, at han kan have set Francis Crozier og en anden hvid person i nærheden af samfundet Baker Lake i nunavuts indland på et tidspunkt mellem 1852-1858, men denne oplysning er dog yderst usikker..

## Tidlige eftersøgninger
Efter, at to år var gået uden, at nogen havde hørt noget fra Franklin, voksede uroen blandt almenheden. Lady Jane Franklin, såvel som parlamentsmedlemmer og britiske aviser, opfordrede admiralitetet til at sende en eftersøgningsekspedition. Amiralitetet oprettede da en trepunktsplan, som sattes i værk i foråret 1848 og som sendte en landbåren redningsekspedition, ledet af sir John Richardson og John Rae, som skulle gå fra Mackenziefloden langs Kanadas nordlige kyst. Rae havde allerede 1846-47 gennemført en egen forskningsrejse på opdrag af Hudson Bay-kompagniet, dels for at undersøge kyststrækningerne mellem Boothiahalvøen og Victoria Island, dels for at søge efter spor af Franklin. Sammen med et dusin mænd nåede han i sommeren 1847 frem til næsset mellem Boothiahalvøen og fastlandet; kort der efter blev man tvunget til at vende om på grund af sneblindhed og mangel på proviant. Gruppen vendte tilbage til Fort York ved Hudson Bay uden at ane, at de havde befundet sig nogle dagsmarcher fra Franklins indefrosne skib.
To ekspeditioner sattes ind til havs, hvoraf en gik til arktisk Kanadas arkipelag gennem Lancastersundet og en gik ind fra Stillehavet. Ud over dette tilbød admiralitetet en belønning på 20.000 pund til redningsstyrker fra et hvilket som helst land, som kunne undsætte besætningerne på de skibe, som var blevet ledet af sir John Franklin.
Mange deltog i eftersøgningen, blandt andet 11 britiske og 2 amerikanske skibe i 1850. Flere af dem samledes på Beecheys østkyst, hvor de første levn af den forsvundne besætning var blevet fundet, blandt andet gravene for John Torrington, John Hartnell og William Braine. Ingen meddelelser fra Franklinekspeditionen blev fundet på stedet.

## Eftersøgninger på land
Da John Rae 1854 kom tilbage til Boothia-halvøen på en ny forskningsrejse for Hudson Bay-kompagniets regning, fandt han yderligere beviser for de forsvundne mænds skæbne. Rae mødte en inuit nær Pelly Bay (nu Kugaaruk) den 21. april 1854, som fortalte om en gruppe på 35-40 mand som var døde af sult nær Backs flods munding. Andre inuitter bekræftede beretningen, som også indeholdt rapporter om kannibalisme blandt de døende sømænd. Inuitten viste Rae flere genstande, som konstateredes at have tilhørt Franklin og hans besætning. Rae købte således flere sølvgafler og -skeer, som senere identificeredes som ejendele tilhørende Fitzjames, Crozier, Franklin og Robert Osmer Sargent, en matros ombord på Erebus. Raes rapport blev sendt til admiralitetet, som i oktober opfordrede Hudson bay-kompagniet til at sende en ekspedition til Backs flod for at forsøge at finde yderligere spor efter Franklin og hans mænd.
De næste selskab, som gav sig af sted for at søge, var kommissionæren James Anderson og den af Hudson bay-selskabet ansatte James Stewart, som rejste nord på med kano til Backs flods munding. I juli 1855 fortalte en gruppe inuitter dem om en gruppe hvide, som var sultet til døde ved kysten. I august fandt Anderson og Stewart et træstykke med inskriptionen "Erebus" og en anden med teksten "Mr. Stanley" (lægen ombord på Erebus) på øen Montreal i Chantrey-bugten, hvor Backs flod udmunder i havet.
Trods Raes og Andersons fund planlagde admiralitetet ikke nogen ny egen eftersøgning. Storbritannien erklærede den 31. marts 1854 besætningen for værende omkommet i tjeneste. Lady Franklin, som ikke formåede at overbevise regeringen om at lave en ny eftersøgningsekspedition, stod personlig bag yderligere en ekspedition under ledelse af Francis Leopold McClintock. Dampskonnerten Fox, som var blevet købt for bidrag fra almenheden, forlod Aberdeen den 2. juli 1857.
I april 1859 sendtes slædehold ud fra Fox for at søge på King Williams land. Gruppen, som blev ledet af Royal Navy-løjtnanten William Hobson, fandt den 5. maj et dokument skrevet af Crozier og Fitzjames i en stenrøse. Det indeholdt to meddelelser: den første var dateret 28. maj 1847 og sagde, at Erebus og Terror havde overvintret i isen ud for King Williams lands nordvestlige kyst og at tidligere overvintring var sket på Beechey efter, at de havde rundet øen Cornwallis. Meddelelsen sagde "Sir John Franklin leder ekspeditionen. Alt vel ". Den anden meddelelse var skrevet i marginalen på samme papir og var mere ulykkesforvarslende. Den var dateret 25. april 1848 og oplyste, at Erebus og Terror havde siddet fast i isen i 1½ år, og at besætningen havde forladt skibene den 22. april. 24 officerer og besætningsmedlemmer var omkommet, der i blandt Franklin den 11. juni 1847, blot to uger efter den første meddelelse. Crozier ledte ekspeditionen, og de 105 overlevende planlagde at gå til fods syd på mod Backs flod, startende dagen efter.
McClintock-ekspeditionen fandt tillige menneskeskeletter på King Williams lands sydkyst. De havde fortsat tøj på, og tøjet blev gennemsøgt, hvorved de fandt papirer med blandt andet underofficer Henry Peglars sømandscertifikat. Certifikatet lå imidlertid i en stewards uniform, så det trolige var, at kroppen var efter Thomas Armitage, våbenforrådssteward på HMS Terror og kollega til Peglar. På et andet sted, i de vestlige randområder af øen, fandt man en livredningsbåd med to skeletter og rester fra Franklin-ekspeditionen. I båden fandt man en stor mængde efterladt udrustning, blandt andet sko, silkelommetørklæder, sæbe, vaskesvampe, tøfler, kamme samt mange bøger, der i blandt Præsten i Wakefield. McClintock indsamlede tillige vidnesbyrd fra inuitterne om ekspeditionens katastrofale afslutning.
To ekspeditioner mellem 1860 og 1869 ledede af Charles Francis Hall, som boede sammen med inuitterne nær Frobisherbugten på Baffinøen og senere ved Repulsebugten på Kanadas fastland, fandt lejre, grave og efterladenskaber på King Williams lands sydkyst, men han troede ikke, at nogen overlevende fra Franklin-ekspeditionen fandtes blandt inuitterne. Han drog det slutning, at hele besætningen var omkommet, men at de officielle registre fra ekspeditionen kunne findes under en stenrøse. Med hjælp af sine guider Ebierbing og Tookoolito, registrerede Hall hundredvis af sider med vidnesbyrd fra inuitterne. I dette materiale fandtes oplysninger om besøg på Franklins skib og et møde med en gruppe hvide mænd på King Williams lands sydkyst nær Washington-bugten. I 1990-erne gjorde David C. Woodman grundige efterforskninger af disse vidnesbyrd, som senere resulterede i de to bøger Unravelling the Franklin Mystery (1992) og Strangers Among Us (1995), hvor han rekonstruerede ekspeditionens sidste måneder.
Håbet om at finde de sidste forsvundne papirer fik den amerikanske løjtnant i hæren Frederick Schwatka til at organisere yderligere en ekspedition til øen mellem 1878 og 1880. Han rejste til Hudson-bugten med skonnerten Eothen og samlede en styrke med blandt andet inuitter, som havde hjulpet Hall, og fortsatte til fods og med hundeslæde. Han interviewede inuitter, besøgte kendte eller sandsynlige steder, hvor der kunne findes levn efter Franklin-ekspeditionen, og han overvintrede på King Williams land. Schwatka fandt ikke de papirer, han søgte, men ved en middag i 1880, som han fik af American Geographical Society, fortalte han, at hans ekspedition havde gennemført den længste slæderejse set både i tid og længde, da de på 11 måneder og 4 dage tilbagelagde 4.360 kilometer samt at det var den første arktiske ekspedition, hvor hvide ernærede sig alene på inuitisk mad. Han konstaterede tillige, at papirerne fra Franklin-ekspeditionen uden tvivl var forsvundne. Schwatka-ekspeditionen fandt ingen spor efter Franklin-ekspeditionen syd for et sted kaldet Starvation Cove på Adelaide-halvøen. Dette var langt nordligere end Croziers mål, Backs flod, og flere hundrede kilometer fra den nærmeste vestlige udpost på Store Slavesø.

## Forskningsekspeditioner

### 1981-1982: Udgravninger på King Williams land
I juni 1981 påbegyndte antropologiprofessoren ved University of Alberta, Owen Beattie, 1845–48 Franklin Expedition Forensic Anthropology Project (FEFAP), da han og hans forskningshold rejste fra Edmonton til King Williams land langs øens vestkyst på samme måde, som Franklins besætning havde gjort 132 år tidligere. FEFAP håbede på at finde genstande og skeletdele således, at de kunne bruge moderne kriminalteknik for at fastlægge identiteterne og dødsårsagerne blandt de 129 mænd.
De fandt arkæologiske genstande relaterede til 1800-talseuropæere og uberørte menneskelige rester, men Beattie var utilfreds med, at de ikke fandt flere spor. Da han undersøgte Franklins besætningsmænd noterede han områder med spor, som ofte ses ved C-vitaminbrist, hvilket er årsag til skørbug. Da han kom tilbage til Edmonton, sammenlignede han noterne fra undersøgelsen sammen med Arktisarkæologen James Savelle og fandt spor i skeletterne, som viste tegn på kannibalisme. For at få information om Franklinbesætningens helbredstilstand og mad sendte han benprøver til Alberta Soil and Feed Testing Laboratory og samlede et forskningshold til yderligere et besøg på King Williams land. Analysen viste spor af bly i besætningsmedlemmernes skelet med en koncentration, som var 10 gange højere end prøver, som var taget fra inuitskeletter fra samme geografiske område.
I juni 1982 fløj et forskningshold bestående af Beattie; Walt Kowall, forskningsstuderende i antropologi; Arne Carlson, arkæologi- og geografistuderende samt Arsien Tungilik, inuitisk student og feltassistent, til King Williams lands vestkyst, hvor de rekonstruerede nogle af de veje, som McClintock og Schwatka var gået i 1859 henholdsvis i 1878–1879. Opdagelserne under denne ekspedition bestod blandt andet af genstande og rester efter mellem 6 og 14 mand i omgivelserne omkring det sted, hvor McClintock fandt båden.

### 1984: Udgravninger og gravåbninger på Beechey
Efter, at Beattie var vendt tillbage til Edmonton i 1982 og havde studeret blyniveauerne i fundene fra ekspeditionen, arbejdede han med at søge efter en forklaring. Blandt mulighederne var blylodninger, som var anvendt i ekspeditionens madkonserves, anden madopbevaring som havde lodninger, tobaksprodukter, bestik, tallerkener og lys med blyvæger. Han mistænkte, at blyforgiftning i kombination med skørbug var dødsbringende for Franklins besætning. Bly i skeletterne kunne dog vise, at kroppene havde været udsatte for bly hele livet og ikke kun under en enkelt rejse, så Beatties teori kunne kun testes ved undersøgelse af væv i stedet for bendele. Han besluttede sig derfor for at undersøge gravene på Beechey.
Efter, at han havde fået tilladelse, rejste Beatties forskningshold til Beechey i august 1984 for at gennemføre obduktioner på de tre besætningsmedlemmer, som lå begravede der. De begyndte med den første, som omkom, førstefyrbøderen John Shaw Torrington. På grund af tidsbrist og dårligt vejr vendte ekspeditionen tilbage med vævs- og benprøver til Edmonton efter, at gravåbningen og obduktionen af Jahn Hartnells krop var gennemført. Spor i John Torringtons ben og hår viste, at han havde lidt af alvorlige psykiske og fysiske problemer forårsagede af blyforgiftning. Dødsårsagen var lungebetændelse, men blyforgiftning var en bidragende faktor.
Under ekspeditionen besøgte forskningsholdet et sted omkring 1 kilometer nord for gravene for at undersøge fragmenter af hundredvis af madkonservesdåser, som var smidt væk af Franklins mænd. Beattie lagde mærke til, at konservernes lodninger var ringe udførte med bly som formodentlig var kommet i direkte kontakt med maden. Offentliggørelsen af fundene fra 1984 års ekspedition og billedet af Torrington, et 138-årigt lig, som var vel bevaret af permafrosten på tundraen, resulterede i stor mediebevågenhed og en fornyet interesse for den forsvundne Franklin-ekspedition.

### 1986: Gravåbningar på Beechey
Yderligere undersøgelser af gravene gennemførtes i 1986. Et kamerateam filmede hele processen, og den blev vist i et TV-dokumentarprogram i 1988. Under vanskelige udendørsforhold tog Derek Notman, radiolog og læge fra University of Minnesota samt radiologiteknikeren Larry Anderson, røntgenbilleder af besætningsmedlemmerne inden obduktionen. Barbara Schweger, ekspert i arktisk beklædning, og patologen Roger Amy assisterede ved undersøgelsen.
Beattie og hans forskningshold lagde mærke til, at en anden havde forsøgt at grave Hartnell op. Ved forsøget havde en økse ødelagt trælåget på kisten, og kisteplaketten var væk. Senere viste forskning i Edmonton, at sir Edward Belcher, leder af en af redningsekspeditionerne, havde beordret åbning af Hartnells grav i oktober 1852 men måtte opgive på grund af permafrosten. En måned senere lykkedes det lederen af en anden redningsekspedition, Edward A. Inglefield, at åbne graven og fjernede da plaketten.
Til forskel fra Hartnells grav var menig William Braines stort set intakt. Da den åbnedes, så forskningsholdet tegn på, at begravelsen af ham var gået stærkt. Hans arme, krop og hoved var lagt uforsigtigt ned i kisten, og en af hans undertrøjer var taget af. Kisten så ud til at være for lille for ham, efter som kistelåget havde trykt hans næse ind. En stor kobberplakette med hans navn og andre personoplysninger sad på kistelåget.

### 1992: King Williams land
I 1992 kortlagde arkæologer og teknikere en lokalitet, de kaldte NgLj-2, på King Williams lands vestkyst. Stedet modsvarede beskrivelsen af det sted, hvor Leopold McClintock fandt båden. Udgravningerne resulterede i omkring 400 ben, benfragmenter og også genstande omfattende blandt andet lerpiper, knapper og messingbeslag. Undersøgelserne af benene viste forhøjede niveauer af bly og mange skæresår, som så ud som om, at kroppen var blevet flået. Efter oplysningerne fra denne ekspedition blev det alment antaget, at i det mindste nogle personer fra Franklins besætning greb til kannibalisme under den sidste tid i live.

### Videnskabelige slutninger
FEFAP:s feltstudier, udgravninger og gravåbninger foregik i mere end 10 år. Resultatet af studierne fra King Williams land og Beechey Islands genstande og levn viste, at mændene på Beechey sandsynligvis døde af lungebetændelse og muligvis tuberkulose, hvilket spor af Potts sygdom i Braines krop viste. Toxikologiske rapporter viste blyforgiftning som en bidragende årsag. Skæresår fra skarpe blade, som var blevet fundet på nogle af besætningsmedlemmernes ben, sås som tegn på kannibalisme. Spor viste, at en kombination af kulde, sult, sygdomme som skørbug, lungebetændelse, tuberkulose og blyforgiftning ihjelslog størstedelen af Franklins besætning.

## Øvrige faktorer
Franklins valg af passage langs den vestlige side af King Williams land førte Erebus og Terror ind i en tyk ismasse, som ikke altid smelter om sommeren, mens vejen langs østkysten normalt smelter og senere var den vej Roald Amundsen anvendte under sin vellykkede rejse gennem Nordvestpassagen. Franklin-ekspeditionen, som sad fast i isen i to vintre, var ikke tilstrækkeligt udrustet og trænet til landtransport. Visse af besætningsmedlemmerne, som drog syd på fra Erebus og Terror, medtog mange genstande, som ikke var nødvendige for at overleve i Arktis. McClintock lagde mærke til et stort antal tunge genstande i redningsbåden, som han sammenlagt anså var af dødelig vægt, unødige og trolig kunne have svækket mændene. Ud over dette kan kulturelle faktorer have forhindret besætningen fra at hurtigt søge hjælp fra inuitterna eller anvende deres overlevelsesteknik.

## Historisk arv
Den vigtigste umiddelbare konsekvens af den sidste Franklin-ekspedition var kortlægningen af flere tusinde kilometer hidtil uudforsket kyst. Richard Cyrax skrev, at ekspeditionens forsvinden trolig gav mere geografisk kundskab end hvad en vellykket ekspedition ville have gjort. Samtidig kølnedes admiralitetets vilje til arktiske ekspeditioner, og det varede mange år inden George Nares-ekspedition 1875-1876. Nares konstaterede da, at der ikke fandtes nogen farbar gennemfart til nordpolen, hvilket blev afslutningen på Royal Navys mangeårige engagement i arktiske ekspeditioner og afslutningen på den æra, da sådanne opdagelsesrejser sås som nødvendige investeringer både i henseende til penge og menneskelige ressourcer. I stedet vendes engelske polarfareres blikke nu mod Antarktis, som dog manglede al strategisk betydning. Roald Amundsens opdagelsesrejse 1903-1905 blev slutstenen på flere århundreders søgende efter Nordvestpassagen.
Som en hyldning til ekspeditionen fik den nordligste del af Northwest Territories, i stort set den arktiske øverden (inklusive Baffin Island) plus Boothia- og Melvillehalvøerne, 1895 navnet District of Franklin, et navn den beholdt frem til etableringen af Nunavut i 1999, selv om distriktet i praksis havde ophørt at fungere som en separat administrativ enhed omkring 1990.

## Kulturel arv
I flere år efter Franklin-ekspeditionens forsvinden fremstillede viktorianske medier ham som en helt, som ledede sine mænd i søgningen efter Nordvestpassagen. En statue over ham i hans hjemby Spilsby har inskriptionen "Sir John Franklin — Opdageren af Nordvestpassagen", og statuer af Franklin uden for Athenaeum Club i London og Tasmanien har lignende inskriptioner. Ekspeditionens skæbne og den sandsynlige kannibalisme debatteredes meget, men Franklins status hos den viktorianske almenhed var stærk.
Fra 1850-erne og senere har Franklins sidste ekspedition inspireret til mange litterære værker. Blandt de første var stykket The Frozen Deep, som blev skrevet af Wilkie Collins med assistance og opsætning af Charles Dickens. Stykket opførtes for at privat publikum på Tavistock House i begyndelsen af 1857, lige som ved Royal Gallery of Illustration (blandt andet med en særskilt forestilling for dronning Viktoria), samt for almenheden på Manchester Trade Union Hall. Nyheder 1859 om Franklins død inspirerede poeter som eksempelvis Algernon Charles Swinburne.
Fortællinger inspirerede af den sidste Franklin-ekspedition begyndte med Jules Vernes Kapten Hatteras rejse til Nordpolen, (1864), hvor romanens helt forsøger at gå i Franklins fodspor og opdager, at nordpolen domineres af en enorm vulkan. Den tyske romanforfatter Sten Nadolnys Opdagelsen af langsomheden (1983) skildrer hele Franklins liv og fortæller kun oversigtligt om hans sidste ekspedition. Blandt andre senere romanforfattere kan nævnes Mordecai Richler, William T. Vollmann, John Wilson og Dan Simmons. Ekspeditionen har desuden været tema for skrækrollespillet Walker in the Wastes. Skrækromanen "The Terror" af Dan Simmons (2007) handler også om ekspeditionen
Franklins sidste ekspedition har desuden givet ophav til musikalske værker som eksempelvis "Lady Franklin's Lament" (også kaldet "Lord Franklin"), som blev skrevet i 1850-erne og er blevet indspillet af blandt andre Martin Carthy, Pentangle, Sinéad O'Connor, Pearlfishers og John Walsh. Blandt andre Franklin-inspirerede sange er Fairport Conventions "I'm Already There" og James Taylors "Frozen Man" (som baseredes på Beatties billeder af John Torrington).
Ekspeditionens indflydelse på kanadisk litteratur er særskilt markant. Blandt de mest kendte nutidige Franklinballader er Northwest Passage, som blev skrevet af Ontariosangeren Stan Rogers (1981), og som er blevet kaldt Kanadas uofficielle nationalsang. Den kanadiske romanforfatter Margaret Atwood har omtalt Franklin-ekspeditionen som en kanadisk national myte, idet hun mener, at inden for alle kulturer fortælles historier, men kun nogle fortælles om igen, og i kanadisk litteratur er Franklin-ekspeditionen en sådan.
Inden for kunsten er mange amerikanske og britiske malerier inspireret af ekspeditionens skæbne. I 1861 afslørede Frederic Edwin Church sin store kanvas "Isbjergene", og senere samme år, inden han tog den til en udstilling i England, tilføjede han et billede af en brudt skibsmast som en stille hyldning til John Franklin. 1864 forårsagede sir Edwin Landseers "Man Proposes, God Disposes" stærke følelser på Royal Academys udstilling, idet maleriet viste to isbjørne, hvoraf den ene tyggede på et skibsvrags flag og den anden gnavede på en knogle fra et menneske. Dette sås på den tid som dårlig smag men anses at være en af de mere kraftfulde skildringer af ekspeditionens skæbne. Ekspeditionen inspirerede tillige til flere populære gravurer og illustrationer sammen med panoramaer, dioramaer og lysshows.